# Akademie für Bildende Kunst und Design Ljubljana
Die Akademie für Bildende Kunst und Design Ljubljana (slowenisch: Akademija za likovno umetnost in oblikovanje, ALUO) ist eine Kunstakademie und -institution und Teil der Universität Ljubljana. Gegründet 1945, ist sie die älteste slowenische Hochschule für Malerei, Bildhauerei, Restaurierung, Design, Video, Fotografie, Grafik und Illustration. Sie hat ihren Sitz im Stadtzentrum von Ljubljana in der Erjavčeva cesta 23.

## Geschichte
Die ALUO wurde auf Initiative von Künstlern, die in der slowenischen Partisanenbewegung aktiv waren, am 8. Oktober 1945 von der Slowenischen Befreiungsfront gegründet. Als Professoren wurden berufen: Božidar Jakac (erster Rektor der Akademie), Gojmir Anton Kos (Vizerektor), Boris Kalin, France Mihelič, Slavko Pengov und Nikolaj Pirnat. Die Einschreibung der ersten Studierenden fand am 15. Dezember 1945 statt. Die Akademie war durch die in ihr Schaffenden wesentlich an der Entwicklung der Bildenden Kunst in Jugoslawien beteiligt. Sie wurde zum Studienzentrum für jugoslawische Grafik und unterstützte die Gründung der Graphik-Biennale Ljubljana 1955. 1984 wurde die Abteilung für Design etabliert, aus der sich die Abteilungen für Industriedesign und Angewandte Kunst sowie für Visuelles Kommunikationsdesign entwickelt haben. Seit 1996 gibt es eine eigenständige Abteilung für Restaurierung.

## Lehre
Die ALUO bietet Bachelor- und Master-Studienprogramme für folgende Bereiche an:
- Malerei
- Bildhauerei
- Konservierung und Restaurierung
- Industriedesign und Angewandte Kunst
- Visuelles Kommunikationsdesign

## ALUO-Kunstsammlung
1949 entstand erstmals die Idee, nach dem Vorbild bekannter Kunstakademien (etwa Wien und Venedig) eine eigene Sammlung bedeutender Kunstwerke zu schaffen.
Begonnen wurde mit dem Ankauf aus dem Kunstmarkt sowie dem Erwerb von Schenkungen und preisgekrönten studentischen Arbeiten. Innerhalb von 70 Jahren wurden etwa 200 Werke alter Meister, 100 Arbeiten slowenischer Kunstschaffender (hauptsächlich ALUO-Professoren) und etwa 50.000 Grafikblätter von Absolventinnen und Absolventen gesammelt. Ab 1998 wurde begonnen, Teile der in Depots bewahrten Sammlung auf Ausstellungen zu präsentieren, da keine eigenen Ausstellungsräume existieren.